# 動物の黙示録
『動物の黙示録』（どうぶつのもくしろく、L'Apocalypse des Animaux）は、ヴァンゲリスのアルバム。

## 収録曲
1. 動物の黙示録 - Apocalypse des Animaux-Générique (1:25)
2. 海辺の少女 - La Petite Fille de la Mer (5:53)
3. 憂うつな猿 - Le Singe Bleu (7:30)
4. 狼の死 - La Mort du Loup (3:00)
5. 音楽家:熊 - L'Ours Musicien (1:00)
6. 世界の創造 - Création du Monde (9:51)
7. 海への回帰 - La Mer Recommencée (5:55)

- 日本語曲名は日本国内盤LP(MPF 1313)による。
- 英国盤LPには4.と5.が逆順で収録されたものがある。1976年盤(2489 113)では表示・内容とも5.4.の順で収録され、1981年盤(SPELP72)では表示のみ5.4.で内容は4.5.と誤って収録されている。

## 概要
1971年のフランスのTV番組『L'APOCALYPSE DES ANIMAUX』(1時間番組・全6回、監督:Frédéric Rossif)のサウンドトラックである。

同監督とは、後に同様の野生動物の生態をとらえたドキュメンタリ映画や番組でも協力しており、それらのサウンドトラックは「野生の祭典」、「野生」として発表されている。
2曲目《海辺の少女》はヴァンゲリスの代表曲のひとつ。後のベスト盤や編集盤などにも収録されている。

## 派生作品

### サンプリング
アルバムの6.は、2004年発売のトム・ミドルトンの2枚組コンピレーションCD『The Trip』(981 753-4)において、2枚目の19曲目（最終曲）として、4分8秒（実際には18曲目の終盤12秒にも登場するため実質4分20秒）に編集・アレンジされたものが、名義「Vangelis」、曲名「Creation Du Monde」で収録されている。

### 歌
アルバムの2.は、ミルバによって歌（ドイツ語）として次のアルバムに含まれリリースされている。
- 『女心/ヴァンゲリスを歌う Ich hab' keine Angst』 (ドイツ盤1981年、日本盤1986年)

2. 若き恋への想い - Sie sind noch jung (La Petite Fille De La Mer) (4:47) ※ 作詞: Thomas Woitkewitsch
- 日本語曲名及び収録時間は日本国内盤LP(K28P 337)による。